# Рошієнь (Клуж)
Рошієнь, Рошієні (рум. Roșieni) — село у повіті Клуж в Румунії. Входить до складу комуни Мочу.
Село розташоване на відстані 307 км на північний захід від Бухареста, 35 км на схід від Клуж-Напоки.

## Населення
За даними перепису населення 2002 року у селі проживали 219 осіб.
Національний склад населення села:
| Національність | Кількість осіб | Відсоток |
| -------------- | -------------- | -------- |
| румуни         | 196            | 89,5%    |
| угорці         | 23             | 10,5%    |

Рідною мовою назвали:
| Мова      | Кількість осіб | Відсоток |
| --------- | -------------- | -------- |
| румунська | 209            | 95,4%    |
| угорська  | 10             | 4,6%     |